# My Best Gal
My Best Gal är en amerikansk långfilm från 1944 i regi av Anthony Mann, med Jane Withers, Jimmy Lydon, Frank Craven och Fortunio Bonanova i rollerna.

## Handling
Den unga Kitty O'Hara (Jane Withers) vill inte följa familjetraditionen att göra sig ett liv inom showbusiness. Hon abetar tillsammans med sin farfar Danny O'Hara (Frank Craven) vid ett apotek. Den unga pjäsförfattaren Johnny McCloud (Jimmy Lydon) brukar hänga runt i området och han har skrivit en ny musikal. Kitty gör upp en plan för att få Johnny och hans nya verk uppmärksammad av en musikproducent.

## Rollista
| Jane Withers      | – Kitty O'Hara   |
| Jimmy Lydon       | – Johnny McCloud |
| Frank Craven      | – Danny O'Hara   |
| Fortunio Bonanova | – Charlie        |
| George Cleveland  | – Ralph Hodges   |
| Franklin Pangborn | – Mr. Porter     |
| Mary Newton       | – Miss Simpson   |
| Jack Boyle        | – Freddy         |